# Thomas Breustedt
Thomas Breustedt (* 15. Oktober 1959 in Montreal, Kanada) ist ein deutscher Journalist, Geschäftsführer und ehemaliger Ministerialbeamter.

## Biografie
Nach dem Abitur 1979 in Bensberg absolvierte Breustedt zunächst bis 1982 eine Ausbildung zum Industriekaufmann, an die sich ein wirtschaftswissenschaftliches Studium bis 1989 anschloss.
Nach einem Volontariat war er ab 1989 beim Kölner Stadtanzeiger, der Mitteldeutschen Zeitung und beim Express in verschiedenen Positionen tätig, zuletzt bis 2001 als Ressortleiter im Landesbüro von Express Düsseldorf. Er wechselte als Pressesprecher in den Staatsdienst des Landes Nordrhein-Westfalen, zunächst bis 2003 im Ministerium für Bundes- und Europaangelegenheiten, dann bis 2005 im Ministerium für Wissenschaft und Forschung. Nach dem Regierungswechsel war er von 2005 bis 2010 Pressesprecher der SPD-Landtagsfraktion. Von 2010 bis 2017 amtierte er als Staatssekretär und Regierungssprecher von NRW-Ministerpräsidentin Hannelore Kraft. In diesem Amt folgte ihm Christian Wiermer nach. Seit September 2024 ist Breustedt in der Nachfolge von Hubertus Tempski Geschäftsführer der KölnSPD.
Breustedt ist Vorsitzender des SPD-Ortsvereins Bickendorf Ossendorf und widmet sich insbesondere der Wohnungspolitik in Köln.